# Cariló
Cariló is een plaats in het Argentijnse bestuurlijke gebied Pinamar in de provincie Buenos Aires. De plaats telt 1.553 inwoners.

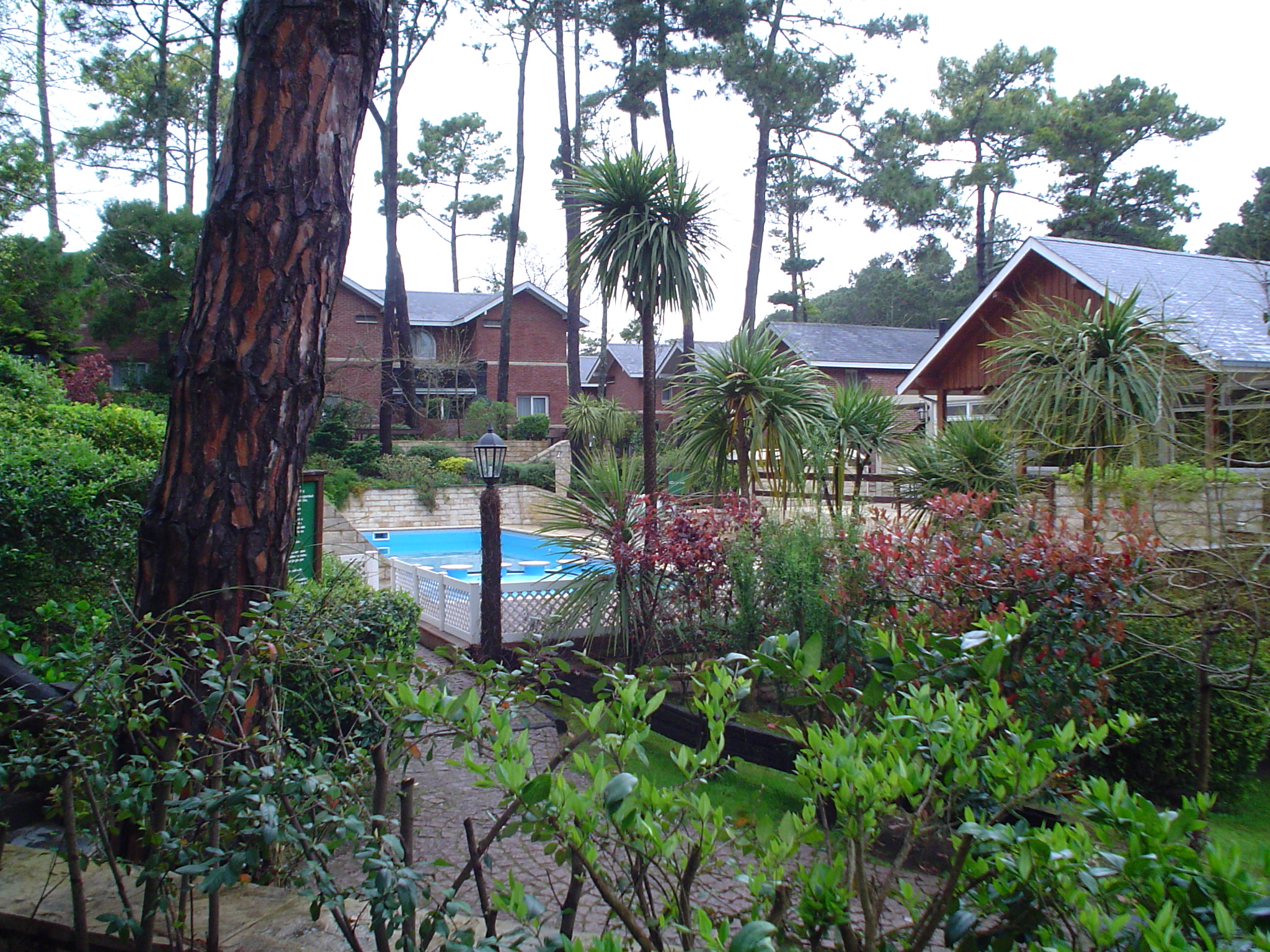
Vakantiehuisjes
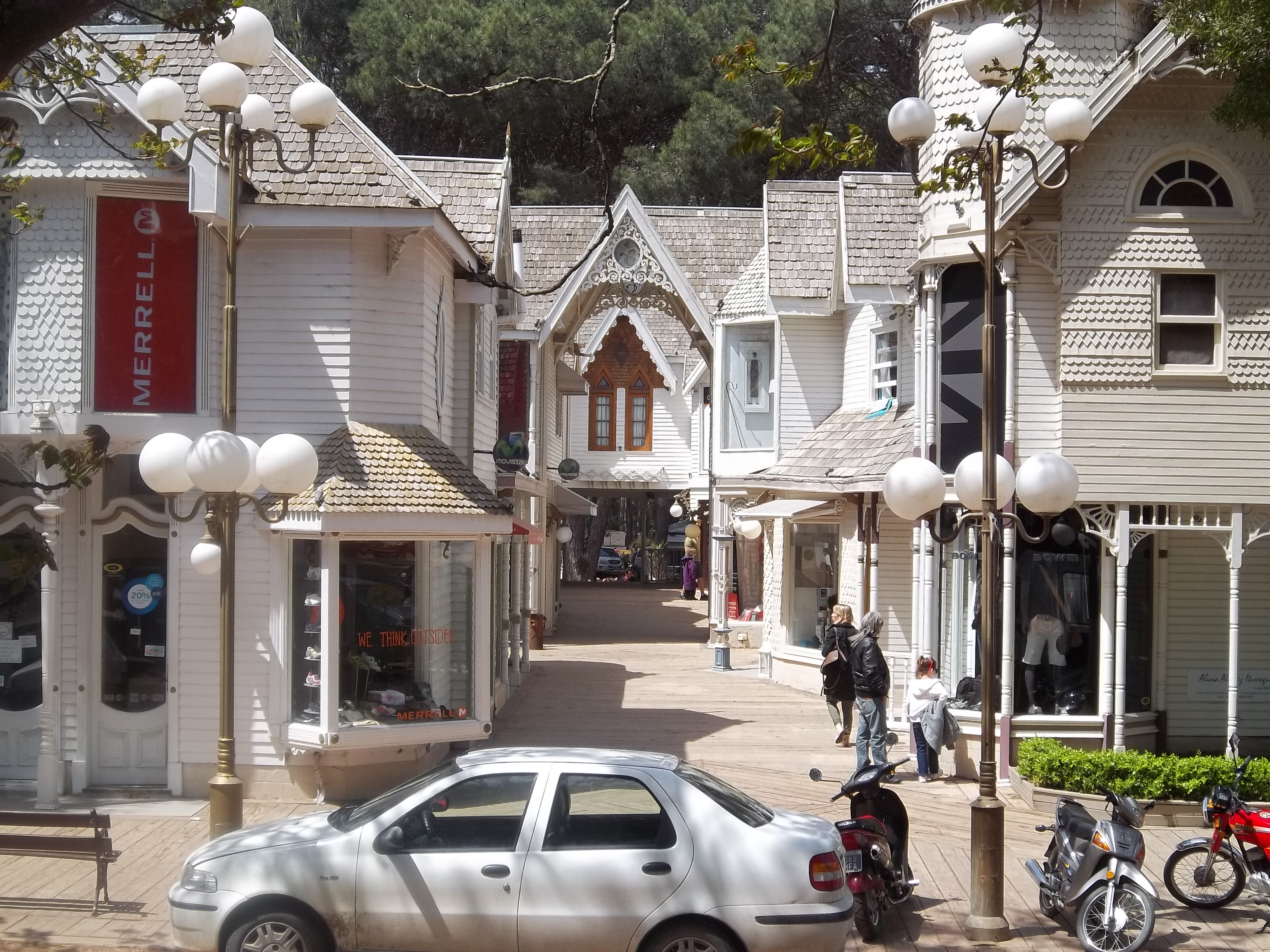
Winkelcentrum
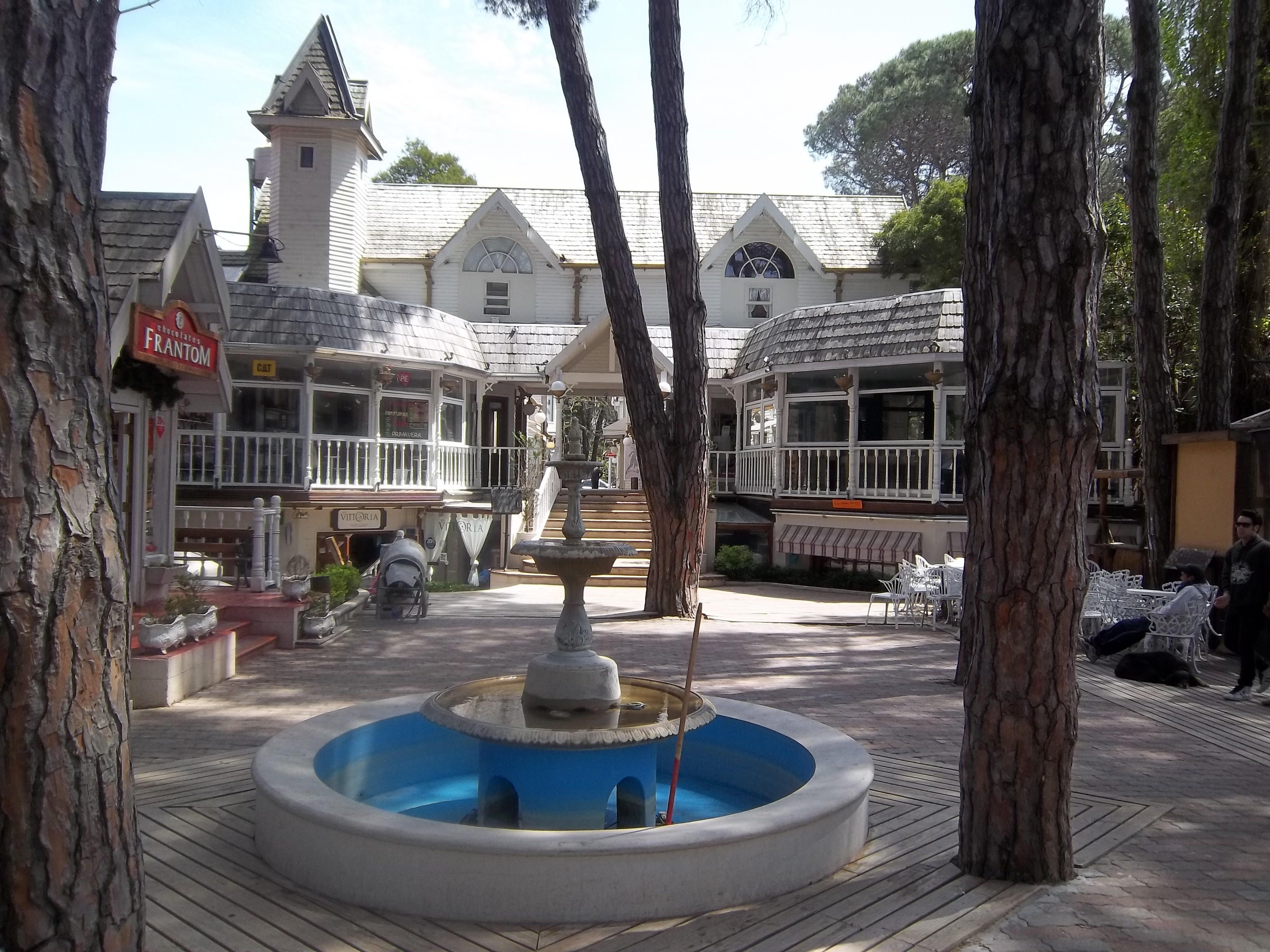
Fontein in winkelcentrum
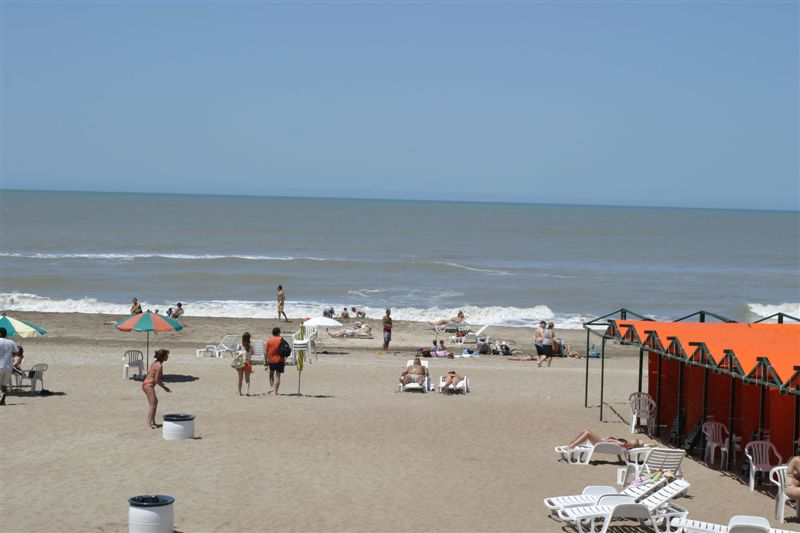
Strand